# Iosif Vigu
Iosif Vigu (născut Vígh József; n. 15 mai 1946, Șimian, Bihor, România) este un fotbalist de etnie maghiară din România, în prezent observator în Liga a III-a. Este o legendă a echipei Steaua București, jucând 13 ani pentru echipa din Ghencea.
404 meciuri în prima ligă a jucat Iosif Vigu
34 de goluri a înscris Vigu în primul eșalon
24 de selecții în echipa națională a strîns Vigu, reușind să marcheze două goluri
Posturi: Fundaș stînga, fundaș central
Prima legitimare: Flamura Roșie Oradea (12 ani)
A jucat la Crișana (1963-1964), Crișul (1964-1966), Steaua (1966-1980), FC Constanța (1973-1974), ASA (1980-1981), ASA Chimia Buzău (1981- 1982)
22 de prezențe în Cupele europene
3 titluri, 5 cupe cu Steaua
Echipe antrenate: Chimia Buzău, ASA Buzau, Olimpia Satu Mare, Minerul Turț, Armătura Zalău, Samus Satu Mare
A contribuit la formarea și lansarea fotbaliștilor Csik, Ritli, Daniel Prodan, Gerstenmajer.
În anul 1985,la 39 de ani, antrenor și jucător la ASA Buzău, în Divizia C, deținea și gradul de Colonel de Armată la Divizia de Infanterie Buzău, Armata a 2-a.